# Колонија Густаво Баз Прада (Незавалкојотл)
Колонија Густаво Баз Прада (шп. Colonia Gustavo Baz Prada) насеље је у Мексику у савезној држави Мексико у општини Незавалкојотл. Насеље се налази на надморској висини од 2243 м.

## Становништво
Према подацима из 2010. године у насељу је живело 3291 становника.

### Хронологија
| Година       | 2005 | 2010 |
| ------------ | ---- | ---- |
| Становништво | 3819 | 3291 |

### Попис
| # | Индикатор                     | Вредност |
| - | ----------------------------- | -------- |
| 1 | Укупно домаћинстава           | 2        |
| 2 | Укупно насељених домаћинстава | 2        |
| 3 | Величина локације             | 5        |